# Giovanni Animuccia
Giovanni Animuccia (Florença, c. 1520 – Roma, ca. 20 de março de 1571) foi um compositor italiano da Renascença e esteve envolvido no coração da vida musical litúrgica de Roma, e um dos mais importantes contemporâneos de Giovanni Pierluigi da Palestrina. Como primeiro mestre de capela do Oratório de São Filipe Neri e magister cantorum da Cappella Giulia, compôs músicas no próprio centro da Igreja Católica Romana, durante as reformas turbulentas da Contrarreforma e participou dos novos movimentos que começaram a florescer em torno do meio do século. Sua música reflete essas mudanças.

## Juventude: Florença
Animuccia nasceu em Florença, onde, apesar de sua proeminência como compositor em Roma (onde morreu), passou os primeiros trinta anos de sua vida. Porém, pouco se sabe sobre sua formação e trabalho durante este período. Seu primeiro e segundo livros de madrigais, apresentam semelhanças, e podem ter sido uma cópia da música do seu contemporâneo um pouco mais velho Francesco Corteccia (compositor da corte do duque Cosmo I de' Medici). Animuccia e Corteccia eram os únicos compositores significativos a escreverem madrigais em Florença naquele período e os dois compositores publicaram livros de madrigais, em 1547. O nome de Animuccia também é mencionado em associação com círculos literários florentinos, sugerindo que esteve envolvido com a vida cultural em Florença. O Segundo Livro de Madrigais de Animuccia foi publicado em 1551 após a sua chegada a Roma, em 1550.

## Roma
Após sua chegada a Roma, Animuccia foi empregado pelo Cardeal Guido Ascanio Sforza di Santa Fiora. Logo no início, através de sua associação com círculos florentinos (em particular com a família exilada Altoviti), Animuccia conheceu seu companheiro florentino São Filipe Neri.

### Música para o Oratório
São Filipe Neri fundou uma congregação religiosa chamada de Oratório. O Oratório começou na década de 1550 com reuniões pequenas e informais para discutir religião e orar; essas reuniões logo começaram a atrair um grande número de pessoas. Em 1558, quando Filipe conseguiu um espaço maior para realizar as reuniões, foi introduzida a prática do canto de laude spirituali. Cantar laude era uma prática popular em Florença seguindo o legado de Girolamo Savonarola, que fortemente encorajou seu uso, e é natural, portanto, que Filipe faria incorporar essa prática em suas reuniões. Animuccia desde cedo esteve envolvido com música para essas reuniões (a data exata é desconhecida) e permaneceu mestre de capela do Oratório até a sua morte. O Oratório foi capaz de atrair muitos músicos que prestaram seus serviços gratuitamente; isto incluiu o famoso cantor da [Capela Sistina]] Francesco Soto de Langa, e os compositores Palestrina e (provavelmente) Victoria, que (por cinco anos) viveram na mesma casa de São Filipe Neri.
Animuccia publicou dois livros de laude para uso no Oratório em 1563 e 1570. A influência florentina de Animuccia está evidente em alguns de seus textos originários de Florença. Estilisticamente os dois livros são bem diferentes. O primeiro livro de Animuccia contém configurações simples de laude italiana, que são inteiramente homofônicas, e - como parte das primeiras reuniões devocionais de Filipe Neri - foram provavelmente cantadas por cantores amadores. A música no segundo livro de laude de Animuccia é muito mais madrigalístico; ele usa uma variedade maior de texturas, sonoridades e línguas (italiano e latim). Suas razões para a mudança de estilo são apresentadas na sua dedicatória:

O oratório tendo aumentado, pela graça de Deus, com a chegada de prelados e da maioria dos senhores importantes, pareceu-me adequado neste segundo livro aumentar a harmonia e a combinação de peças, variando a música de diversas maneiras, ora ajustando-as às palavras em latim, ora às do vernáculo, por vezes com um número maior de vozes e às vezes com menos, com os versos ora de um tipo, e ora de outro, preocupando-me o menos possível com as imitações e complexidades, a fim de não obscurecer a compreensão das palavras.

Nesse tempo o número de pessoas que frequentavam o Oratório tinha aumentado significativamente e Animuccia quis oferecer uma música mais complexa, a fim de "conquistar as pessoas influentes através da música nas igrejas".

## Os efeitos da Contrarreforma na música de Animuccia
Ao mesmo tempo, enquanto escrevia música para o Oratório, Animuccia foi contratado (a partir de janeiro de 1555) como o magister cantorum da Capella Giulia na Basílica de São Pedro. Palestrina, que foi o antecessor de Animuccia na Capella Giulia, foi promovido pelo Papa Júlio III para a Capela Sistina. A composição mais importante de Animuccia nesse período foi Missarum Liber Primus (1567). A importância deste livro de missas é devido ao fato de que seu estilo de composição foi diretamente afetado pelas reformas litúrgicas que aconteceram no Concílio de Trento através da influência da Comissão de Reforma em Roma (veja abaixo).

### O Concílio de Trento e a Comissão de Reforma
A sessão final do Concílio de Trento terminou em 1563. Uma das principais preocupações do concílio nas suas últimas fases foi a reforma da liturgia, em particular a reforma dos "abusos da Missa". Para que as recomendações do Concílio fossem realizadas em Roma, uma Comissão de Reforma foi criada, dirigida pelos cardeais Carlos Borromeu e Vitellozzo Vitelli. As principais questões em relação à música que os cardeais Borromeu e Vitelli procuraram abordar foram a "inteligibilidade" (ou seja, que as Missas deveriam ser compostas de tal maneira que as palavras pudessem ser claramente entendidas pelo ouvinte) e o uso da música secular na montagem das Missas. Em 1565, está registrado no diário do coro da capela papal que o cardeal Vitelli pediu que o coro se reunisse em sua casa e realizasse um teste privado de algumas Missas para ver "se as palavras podiam ser entendidas".

### A resposta de Animuccia
Animuccia, como magister cantorum da Capella Giulia, sem dúvida tomou conhecimento deste teste; não é de estranhar, portanto, que em 1566 há um registro dele sendo pago "pela composição de cinco missas [escritas] de acordo com as exigências do Concílio [de Trento]". O Missarum Liber Primus de Animuccia foi publicado um ano depois. Em sua dedicatória, ele escreve:

…Eu tenho procurado enfeitar estes louvores divinos de Deus de tal maneira que a música pode perturbar a audição do texto tão pouco quanto possível, mas, no entanto, de tal modo que não pode ser totalmente destituída de artifícios e pode contribuir, em certa medida ao prazer do ouvinte.

Todas as Missas são livremente compostas paráfrases cantochão - que cumpre o requisito da erradicação de influências seculares. É interessante notar que a apresentação de Animuccia de um estilo "inteligível" só é evidente na Glória e no Credo, e até mesmo aqui ele parece relutante em retirar todo o "artifício" da música. Ao contrário, ele alterna frases homofônicas com frases polifônicas. Em seu livro de Missas, Animuccia está conscientemente tentando compor uma música que reconcilie, como ele a vê, as duas polaridades nesta questão de compor música "inteligível": o de tornar o texto audível, mas, ao mesmo tempo soar bonito - portanto, cumprindo a mais importante função da música de conduzir o ouvinte mais profundamente na oração e para mais perto de Deus. Outras importantes características estilísticas do estilo de composição de Animuccia incluem variações de texturas vocais e de cores, variando agrupamentos de vozes, e exemplos de figuralismo.
Outras obras compostas por Animuccia neste período incluem alguns madrigali spirituali (1565) e uma coleção de hinos, motetos, missas e magnificats (1568).

## Legado de Animuccia
Os recursos estilísticos descritos nas missas e laude de Animuccia podem ser vistos como antecedentes à maneira como a música de coral se desenvolveria do final do século XVI até o século XVII. Em particular, a sua utilização de agrupamentos de vozes diferentes pode ser visto como um exemplo muito precoce da técnica policoral (chori spezzati) que se tornou muito popular em Roma logo após a morte do Animuccia. Embora a contribuição de Animuccia à musical litúrgica neste período fosse logo eclipsada por obras para corais de seus contemporâneos Palestrina e Victoria, sua música continua a ser um exemplo importante como uma das maneiras em que um compositor procurou lidar com as questões que surgiram após o Concílio de Trento. Para além desse ponto, a sua contribuição significativa para o início da vida musical do Oratório tem a precedência para futuros desenvolvimentos de música escritas para essa configuração, o que acabaria por incluir o desenvolvimento do oratório.